# IC 164
IC 164 је елиптична галаксија у сазвјежђу Кит која се налази на листи објеката дубоког неба у Индекс каталогу.
Деклинација објекта је - 3° 54' 16" а ректасцензија 1h 49m 8,4s. Привидна величина (магнитуда) објекта IC 164 износи 13,1 а фотографска магнитуда 14,1. IC 164 је још познат и под ознакама MCG -1-5-37, PGC 6666.